# Camaridium anceps
Camaridium anceps är en orkidéart som först beskrevs av Heinrich Gustav Reichenbach, och fick sitt nu gällande namn av Mario Alberto Blanco. Camaridium anceps ingår i släktet Camaridium och familjen orkidéer. Inga underarter finns listade i Catalogue of Life.